# جوسلين الثالث كونت الرها
توفي سنة 1190 و هو ابن جوسلين الثاني و حصل على لقب كونت الرها ما بين 1159 و1190 على الرغم من سقوط كونتية الرها بيد المسلمين.
عاش حياته في مملكة بيت المقدس و أسر في معركة حارم على يد نور الدين زنكي سنة 1164 و بقي في الأسر حتى سنة 1176 عندما دفعت فدية مقدارها 50000 دينار و ربما بدعم من الخزينة الملكية.
أصبح سنة 1180 سفيرا في الإمبراطورية البيزنطية . و بعد ذلك أصبح حارسا لبالدوين الخامس.
نجح في الفرار من معركة حطين ليساند الحملة الصليبية الثالثة في حصار عكا ويعتقد أنه مات أثناء الحصار